# La Nou de Gaià
La Nou de Gaià – gmina w Hiszpanii, w prowincji Tarragona, w Katalonii, o powierzchni 4,26 km². W 2011 roku gmina liczyła 555 mieszkańców.